# Wolf Beiglböck
Wolf Dieter Beiglböck (* 27. April 1939 in Wien; † 6. November 2024 in Heidelberg) war ein österreichischer Mathematiker, Physiker und Hochschullehrer.

## Werdegang
Beiglböck, dessen beide Eltern Ärzte waren (sein Vater war Wilhelm Beiglböck), studierte ab 1957 Physik an der Universität Hamburg und der FU Berlin. 1963 erhielt er sein Diplom in Physik an der Universität Hamburg, an der er 1965 bei Pascual Jordan promoviert wurde (Beitrag zum Bewegungsproblem in der Einsteinschen Gravitationstheorie). Danach war er wissenschaftlicher Assistent und ab 1969 wissenschaftlicher Rat am Institut für Angewandte Mathematik der Universität Hamburg. 1973 habilitierte er sich für mathematische Methoden in der Physik. 1973 war er Lehrstuhlvertreter an der TU München, lehnte einen Ruf als Professor dorthin aber ab und wurde 1974 wissenschaftlicher Rat und Professor an der Ruprecht-Karls-Universität Heidelberg. 2004 wurde er emeritiert. Er war mehrfach Dekan der Fakultät für Mathematik.
Er war 1972 Gastprofessor an der Louisiana State University und 1976 und 1982 an der University of Texas at Austin. Von 1966 bis 2007 war er wissenschaftlicher Berater des Springer Verlags in Heidelberg (Mitherausgeber Lecture Notes in Physics und Texts and Monographs in Physics). Seit 1998 war er Mitherausgeber des European Physical Journal.
Er befasste sich mit geometrischen Methoden in der mathematischen Physik, Allgemeiner Relativitätstheorie, Darstellungstheorie von Gruppen und Harmonischer Analysis.
1990 wurde der Asteroid (6718) Beiglböck nach ihm benannt.
1963 heiratete er die Programmiererin Urda Lillian Karoline Zieb. Er hatte vier Kinder.

## Schriften (Auswahl)
- Lineare Algebra, Springer 1983
- The Center-of-Mass in Einstein’s Theory of Gravitation, Communications in Mathematical Physics, Band 5, 1967, S. 106–130.
- Zur Bewegung ausgedehnter Objekte in der Einsteinschen Gravitationstheorie, Zeitschrift für Naturforscher, Band 22a, 1967, S. 1342–1347.